# John Evelyn

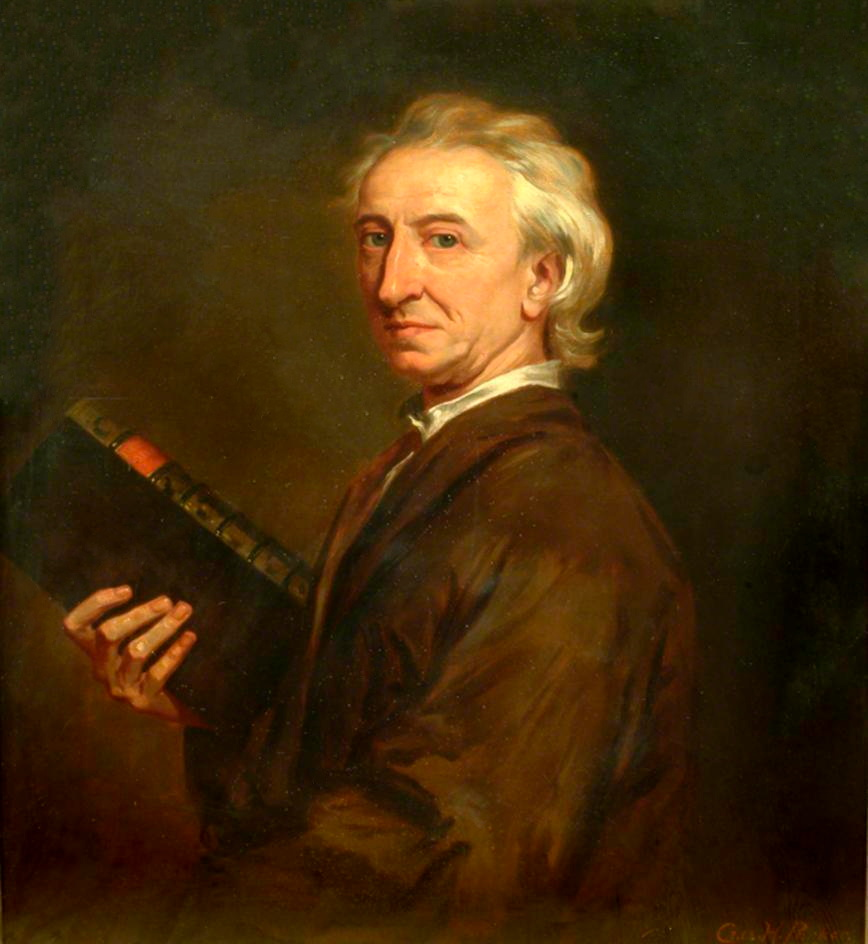
Chân dung John Evelyn bởi Sir Godfrey Kneller, 1687

John Evelyn, FRS (31 tháng 10 năm 1620 - 27 tháng 2 năm 1706) là một nhà văn, người làm vườn và người viết nhật ký người Anh.
Nhật ký của John Evelyn, hay hồi ký, kéo dài thời kỳ trưởng thành của ông từ năm 1640, khi ông còn là sinh viên, đến năm 1706, năm ông qua đời. Anh ấy đã không viết hàng ngày mọi lúc. Nhiều tập cung cấp cái nhìn sâu sắc về cuộc sống và các sự kiện tại thời điểm trước khi các tạp chí hoặc tờ báo thông thường được xuất bản, làm cho nhật ký được các nhà sử học hiện đại quan tâm nhiều hơn so với các tác phẩm như vậy có thể ở giai đoạn sau. Các tác phẩm của Evelyn bao gồm nghệ thuật, văn hóa và chính trị, bao gồm cả vụ hành quyết Charles I, sự trỗi dậy và cái chết tự nhiên cuối cùng của Oliver Cromwell, Đại dịch hạch cuối cùng của Luân Đôn và Đại hỏa hoạn ở Luân Đôn năm 1666.
Nhật ký "đối thủ" đáng gờm của Evelyn, Samuel Pepys, đã viết một loại nhật ký khác nhau, bao gồm một khoảng thời gian ngắn hơn nhiều, 1660 - 1669, nhưng ở độ sâu lớn hơn nhiều, trong cùng thời đại. Trong những năm qua, Nhật ký của Evelyn đã bị lu mờ bởi biên niên sử của Pepys về cuộc sống thế kỷ 17.